# 헬무트 바이틀링
헬무트 오토 루트비히 바이틀링(독일어: Helmuth Otto Ludwig Weidling, 1891년 11월 2일 ~ 1955년 11월 17일)은 제2차 세계 대전에 종군한 독일 육군 장성이다. 최종 계급은 포병대장으로 베를린 공방전 당시 최후의 베를린 수도방위사령관을 지냈고, 소련 붉은 군대에게 항복하였다.